# Unterstützte Beschäftigung
Unterstützte Beschäftigung (Supported Employment) bietet Unterstützung für behinderte und andere schwer vermittelbare Personen, um dauerhaft bezahlte Arbeit auf dem allgemeinen Arbeitsmarkt zu erhalten.

## Zielgruppen
Unterstützte Beschäftigung ist eine kundengesteuerte, professionelle Dienstleistung, die sich an folgende drei Kundengruppen richtet:
- Arbeitssuchende und Arbeitnehmer mit einem besonderen Unterstützungsbedarf im Arbeitsleben
- Arbeitgeber
- Leistungsträger wie z. B. in Österreich das Bundessozialamt oder das Arbeitsmarktservice, in Deutschland das Integrationsamt, die Agentur für Arbeit, die Jobcenter, die Rehabilitationsträger oder die Sozialhilfeträger

Unterstützte Beschäftigung wurde zunächst für Menschen mit Lernschwierigkeiten, also mit einer sogenannten Lernbehinderung oder geistigen Behinderung entwickelt. Die Erkenntnis, dass Menschen mit schweren Behinderungen auf dem Arbeitsmarkt erfolgreich sein können, wenn sie individuelle und langfristige Unterstützung erhalten, ist nicht auf einzelne Behinderungsarten beschränkt. Supported Employment Projekte haben mittlerweile weltweit gezeigt, dass alle Behinderten in integrativen Arbeitsverhältnissen arbeiten können, so z. B. Menschen
- mit Down-Syndrom
- mit schwerer geistiger Behinderung
- mit Körper- und Mehrfachbehinderungen
- mit Autismus
- mit erworbenen Hirnschädigungen und
- (in modifizierter Form) mit schweren psychischen Beeinträchtigungen.

Andere Zielgruppenbeschreibung zielen auf die Vorgeschichte der Menschen ab, die in den Genuss einer Unterstützten Beschäftigung kommen sollen und/oder wollen. Unterschieden werden in Deutschland drei Gruppen:
Variante 1:
- Schulabgänger aus Förder- oder Sonderschulen,
- Erwachsene, die im Laufe ihres (Erwerbs-)Lebens zum Beispiel eine psychische Erkrankung erworben haben, die so schwer ist, dass die Eingliederung in eine Werkstatt für behinderte Menschen erwogen wird, und
- Beschäftigte aus der WfbM, die auf den allgemeinen Arbeitsmarkt wechseln wollen.[2]

Unterstützte Beschäftigung zielt insbesondere auf jene Menschen, die ohne intensive individuelle Unterstützung keinen Arbeitsplatz auf dem allgemeinen Arbeitsmarkt finden oder ihren Arbeitsplatz schnell wieder verlieren würden.
Variante 2:
- Menschen mit Behinderungen, die nach dem Besuch einer Förderschule keinen Ausbildungsplatz gefunden haben,
- Menschen mit Behinderungen, die aus einer Werkstatt für behinderte Menschen (WfbM) auf den allgemeinen Arbeitsmarkt wechseln wollen, und
- Menschen, die erst als Erwachsene eine Behinderung bekommen haben, wegen der [sic!] sie in einer WfbM arbeiten könnten, die aber einen Wechsel in eine WfbM vermeiden wollen.

Ziele der unterstützten Beschäftigung sind die Ermöglichung und Erhaltung einer angemessenen, geeigneten und sozialversicherungspflichtigen Beschäftigung.
In einigen europäischen Ländern zeichnet sich eine weitere Zielgruppenerweiterung ab, indem andere Personengruppen mit „Arbeitsbehinderungen“ wie Personen mit schwerwiegenden sozialen Problemen, z. B. Jugendliche aus der stationären Jugendhilfe in Großbritannien, Jugendliche nach Gefängnisaufenthalt und Drogenabhängigkeit in Norwegen oder Migranten in Finnland und Schweden durch Job Coaching erfolgreich in Betriebe eingegliedert werden. Die European Union of Supported Employment (EUSE) hat deshalb im Jahr 2005 ihre Definition von Unterstützter Beschäftigung so erweitert, dass sie auch andere benachteiligte Personengruppen einschließt.

## Methodisches Vorgehen
Unterstützte Beschäftigung umfasst folgende methodische Elemente:
- individuelle Berufsplanung mit der Erstellung eines beruflichen Profils
- individuelle Arbeitsplatzsuche bzw. Unterstützung bei der Suche des Arbeitsplatzes
- Unterstützung bei der Beantragung von Fördermitteln
- Arbeitsplatzanalyse und -anpassung
- Arbeitserprobungen, begleitete Praktika
- Erstellung eines Einarbeitungs- und Unterstützungsplans
- Job-Coaching, Qualifizierung am Arbeitsplatz
- Beratung und Unterstützung von Kollegen im Betrieb
- weitergehende Unterstützung, psychosoziale Betreuung je nach Bedarf von gelegentlicher Krisenintervention bis zu dauerhafter Unterstützung am Arbeitsplatz.

## Grundsätze
Unterstützte Beschäftigung ist eine ambulante Organisationsform der beruflichen Rehabilitation und der Unterstützung von Menschen mit Behinderungen im Arbeitsleben. Im Gegensatz zu traditionellen Rehabilitationsmaßnahmen setzt Unterstützte Beschäftigung auf
- individuelle Unterstützung statt Unterstützung in Gruppen
- das Erstellen eines dynamischen individuellen Fähigkeitsprofils, Assessment in betrieblichen Realsituationen statt statusdiagnostische Tests und Assessment in außerbetrieblichen künstlichen Situationen
- aktive individuelle Arbeitsplatzakquisition statt reaktive berufsgruppenbezogene Arbeitsvermittlung
- direkte Unterstützung der Qualifizierung und Inklusion in Betrieben des allgemeinen Arbeitsmarkts durch Job Coaching statt vorbereitender außerbetrieblicher Qualifizierung und Exklusion in Sondereinrichtungen
- eine intensive Beratung und konkrete personelle Unterstützung durch einen Integrationsberater bzw. einen Job Coach zur Aufnahme und Sicherung eines Arbeitsverhältnisses

Unterstützte Beschäftigung bietet nach Maßgabe des Einzelfalles alle notwendigen Hilfen und Unterstützungen, um eine Arbeit auf dem allgemeinen Arbeitsmarkt zu finden und erfolgreich zu halten.
Unterstützte Beschäftigung ist nicht nur ein neuer methodischer Ansatz der beruflichen Rehabilitation, sondern basiert auf einer veränderten Sichtweise sowohl von Menschen mit Behinderungen als auch davon, wie Einrichtungen der beruflichen Rehabilitation ihre Unterstützung anbieten sollten. Die zugrunde liegenden Werte und Prinzipien sind:
- Selbstbestimmung und Wahlmöglichkeiten
- Inklusion, Teilhabe am (Arbeits-)Leben
- Individuelle, betriebs- und wohnortnahe Unterstützung
- Chancengleichheit, Schutz vor Diskriminierung
- Orientierung an Fähigkeiten und Lebensqualität

### Kernelemente
Unterstützte Beschäftigung definiert sich international über folgende Kernelemente:
1. Integration: Das wichtigste Merkmal von Unterstützter Beschäftigung ist, dass Menschen mit einer Behinderung in regulären Betrieben an der Seite von nichtbehinderten Kollegen arbeiten. Durch Unterstützte Beschäftigung soll die Integration in allen Bereichen des Arbeitsalltags gefördert werden. Dazu gehören neben der gemeinsamen Arbeitstätigkeit auch Pausen, Feiern im Betrieb, die Fahrt von und zu der Arbeit sowie außerbetriebliche Aktivitäten unter Kollegen. Der Grad der erreichten Integration im Betrieb ist der Maßstab des Erfolgs der Unterstützten Beschäftigung.
2. Bezahlte, reguläre Arbeit: Bei Unterstützter Beschäftigung geht es um die Unterstützung von Menschen bei bezahlter Arbeit, die sonst von nichtbehinderten Menschen getan werden müsste und nicht um therapeutische, unbezahlte Beschäftigung. Jeder Beschäftigte mit Behinderung sollte zumindest den gleichen Lohn für gleiche Arbeit erhalten. Die Kompensation von Minderleistungen kann entweder durch eine Anpassung der Lohnhöhe an die Produktivität oder eine Lohnkostensubventionierung erreicht werden.
3. Erst platzieren, dann qualifizieren: Dies ist eine Umkehrung des gängigen Rehabilitationsparadigmas „erst qualifizieren, dann platzieren“ aus der Erkenntnis heraus, dass viele Menschen, insbesondere Menschen mit Lernschwierigkeiten, besser in Realsituationen lernen und Probleme bei der Generalisierung von Gelerntem haben. In der Praxis hat sich außerdem gezeigt, dass Menschen bei der Qualifizierung außerhalb von Realsituationen häufig im System stecken bleiben und nicht adäquat auf die Anforderungen vorbereitet werden. Die niedrige Übergangsquote aus Werkstätten für behinderte Menschen in den allgemeinen Arbeitsmarkt oder die Übergangsprobleme nach außerbetrieblichen Berufsvorbereitungen und -ausbildungen sind Beispiele dafür.
4. Unterstützungsangebote für alle Menschen mit Behinderungen: Zielgruppe von Supported Employment sind insbesondere Menschen mit schweren Behinderungen, die bisher als „nicht vermittlungsfähig“ galten und individuelle, intensivere Hilfe benötigen, um erfolgreich eine Arbeit zu finden und ausfüllen zu können. Niemand soll prinzipiell aufgrund der Schwere seiner Behinderung abgewiesen werden („Zero-Reject“). Es wird als Aufgabe von Unterstützter Beschäftigung gesehen, auch für Menschen mit schwersten Behinderungen integrative Arbeitsmöglichkeiten und die dazu notwendigen Unterstützungsangebote individuell zu entwickeln.
5. Flexible und individuelle Unterstützung: Die Unterstützung in Unterstützter Beschäftigung soll alle Hilfen umfassen, die im Einzelfall notwendig sind, um erfolgreich in einem Betrieb zu arbeiten. Dazu müssen die Hilfen flexibel und sehr individuell angeboten werden. Unterstützte Beschäftigung umfasst die individuelle Unterstützung bei der beruflichen Zukunftsplanung, Arbeitsplatzsuche, Arbeitsplatzanpassung, Qualifizierung und bei Problemen am Arbeitsplatz, aber z. B. auch ein Fahrtraining des Arbeitswegs oder die erforderlichen Hilfen beim Benutzen einer Toilette für Menschen mit einer entsprechenden Körperbehinderung.
6. Keine zeitliche Begrenzung der Unterstützung: Viele Menschen mit einer schweren Behinderung benötigen lebenslange Unterstützung. Wie in einer Werkstatt für behinderte Menschen soll in Unterstützter Beschäftigung die notwendige Unterstützung am Arbeitsplatz solange wie nötig, unter Umständen also ein Arbeitsleben lang, möglich sein. In der Regel reduziert sich jedoch die erforderliche Hilfe nach einer intensiveren Einarbeitungsphase.
7. Bereitstellung von Wahlmöglichkeiten und Förderung von Selbstbestimmung: Aufgabe von Unterstützter Beschäftigung ist es, die traditionell sehr eingeschränkten Wahlmöglichkeiten von Menschen mit Behinderung hinsichtlich der Art der Tätigkeit und der Art der Unterstützung zu erweitern. Unterstützte Beschäftigung trägt zum einen dazu bei, dass auch Menschen mit einer schweren Behinderung neben einer Werkstatt für behinderte Menschen andere Wahlmöglichkeiten hinsichtlich ihrer Unterstützung im Arbeitsleben haben. Die Aufgabe von Unterstützter Beschäftigung ist es zum anderen, unterschiedliche Arbeitsmöglichkeiten mit den Bewerbern zu erkunden. Ziel ist es, während des gesamten Unterstützungsprozesses die Selbstbestimmung zu fördern und zu achten, so z. B. bei der Auswahl eines Arbeitsplatzes und der Ausgestaltung der Unterstützung am Arbeitsplatz.

## Entwicklung

### USA
Das Konzept der Unterstützten Beschäftigung (Supported Employment) wurde Ende der 1970er- und Anfang der 1980er-Jahre in den USA entwickelt. Es hat sich mittlerweile in vielen Ländern der Welt als neuer Ansatz der beruflichen Rehabilitation etabliert.
Supported Employment begann in den USA nach einer Reihe von erfolgreichen Modellprojekten mit der ersten gesetzlichen Verankerung 1984. Im Gesetz wurde Supported Employment in den USA folgendermaßen definiert:
Supported Employment ist
1. bezahlte Beschäftigung für Menschen mit Entwicklungsbeeinträchtigungen (developmental disabilities), für die eine Beschäftigung auf dem allgemeinen Arbeitsmarkt für den oder oberhalb des Mindestlohns unwahrscheinlich ist und die langfristige Unterstützung benötigen, um arbeiten zu können
2. in einer Vielzahl von Konstellationen möglich, in denen Menschen ohne Behinderung beschäftigt sind
3. Unterstützung durch alle Aktivitäten, die dazu beitragen, bezahlte Arbeit zu erhalten, einschließlich Anleitung, Qualifizierung und Fahrt von und zu der Arbeit

Im Jahre 2005 waren fast 200.000 Menschen mit Behinderungen durch Supported Employment und ähnliche Strategien auf dem allgemeinen Arbeitsmarkt beschäftigt.
Der amerikanische Dachverband für Supported Employment ist APSE – the employment network.

### Europa
In Europa gibt es Supported Employment – Unterstützte Beschäftigung, mit ersten Vorläufern in den achtziger Jahren, seit Anfang der 1990er Jahre. Ab Mitte der 1990er Jahre ist in vielen Ländern eine sprunghafte quantitative Entwicklung bis hin zur flächendeckenden Einführung erkennbar. In Irland und Großbritannien wurde die amerikanische Entwicklung von Supported Employment auch durch die sprachliche Gemeinsamkeit eher aufgenommen und bis auf einige Ausnahmen (Frankreich, Belgien, Dänemark) verlief die Ausbreitung von Supported Employment in Europa von West nach Ost. In Irland, dem Vereinigten Königreich (England, Wales, Schottland und Nordirland), den Niederlanden, Deutschland, Norwegen, Portugal, Spanien und Norditalien (mit einer eigenen Tradition) gab es früher größere Modellprojekte in Supported Employment. Es folgten Österreich, Schweden, Finnland, Island, Zypern ab Mitte der 1990er Jahre und mittlerweile gibt es erste Projekte in Griechenland, Malta, Estland, Litauen, Polen, Ungarn, Slowenien, der Slowakei, Rumänien, der Schweiz, der Tschechischen Republik und Dänemark.
Im Jahre 1993 wurde die European Union of Supported Employment (EUSE) als europäisches Netzwerk in diesem Bereich gegründet. Auf ihrer achten Sitzung im Juni 2007 bekräftigte die EUSE, dass Inklusion das Ziel sein müsse, das ihre Mitglieder anstreben müssten. Das Leitziel der Inklusion bedeute, dass keiner mehr ausgegrenzt werde und ein konstruktiver Umgang mit Vielfalt in Betrieben stattfinde. Behinderung sei dabei nur eine Dimension von gesellschaftlicher Heterogenität. Unterstützte Beschäftigung sollte daher auch anderen Zielgruppen zur Verfügung stehen, die diese Art von Unterstützung benötigen, um Arbeit zu finden und zu halten. Teilhabe sei mehr als Teilhabe im Arbeitsleben, Leben sei mehr als Arbeit. Wichtig sei daher, Unterstützte Beschäftigung stets im Kontext sozialer Integration zu sehen und diese auch mit geeigneten Maßnahmen zu unterstützen.

#### Deutschland, Österreich und Schweiz
In Deutschland und Österreich wurde das Konzept der Unterstützten Beschäftigung seit Anfang der 1990er Jahre in zahlreichen Modellprojekten erfolgreich erprobt. Das Konzept der Unterstützten Beschäftigung hat die Entwicklung von Arbeitsassistenz und Job Coaching in Österreich und den Integrationsfachdiensten in Deutschland maßgeblich mit beeinflusst, so finden sich die Zielgruppe und die methodischen Elemente in den gesetzlichen Regelungen wieder.
Die Bundesarbeitsgemeinschaft für Unterstützte Beschäftigung (BAG UB) wurde 1994 gegründet und ist in Deutschland der Zusammenschluss von Personen und Institutionen, die die Verbreitung von Unterstützter Beschäftigung fördern. Die vergleichbare Organisation in Österreich ist der Dachverband berufliche Integration (dabei). In der Schweiz hat sich 2008 als nationaler Dachverband supported employment Schweiz gegründet. 
Wenn in Deutschland von „Unterstützter Beschäftigung“ die Rede ist, dann geht es in der Regel nicht um das oben vorgestellte Konzept, sondern um die heute (Stand: Mai 2023) in dem „Unterstützte Beschäftigung“ betitelten § 55 SGB IX enthaltenen Regelungen, d. h. um „ausgeschriebene Arbeitsmarktdienstleistung[en] durch die Arbeitsverwaltung“. Vor der Einführung des Bundesteilhabegesetzes ab 2017 waren seit dem 22. Dezember 2008 entsprechende Regelungen in § 38a SGB IX enthalten. An diesem Tag trat das „Gesetz zur Einführung Unterstützter Beschäftigung“ in Kraft. Am ehesten werden in Deutschland noch Konzepte wie das der Inklusionsbetriebe oder des Budgets für Ausbildung der ursprünglichen Idee der Unterstützten Beschäftigung gerecht.
Wesentlichste Maßnahme der im o. g. Sinn zu verstehenden „Unterstützten Beschäftigung“ ist die Individuelle betriebliche Qualifizierung (InbeQ). Sie wird in Betrieben des allgemeinen Arbeitsmarktes durchgeführt und von einem Qualifizierungstrainer bzw. Jobcoach (Personalschlüssel 1:5) unterstützt. Die Maßnahme dauert in der Regel 24 Monate, kann aber unter bestimmten Bedingungen um weitere 12 Monate verlängert werden. Nach der Maßnahme besteht, wenn erforderlich, ein Rechtsanspruch gegenüber den Integrationsämtern auf weitere Berufsbegleitung. In den Jahren 2009–2012 wurden knapp 6.500 Teilnehmerplätze von der Agentur für Arbeit ausgeschrieben.
Die Maßnahme richtet sich insbesondere an Menschen mit Behinderung, bei denen zwar keine Berufsausbildung erreichbar scheint, die aber mit der entsprechenden Unterstützung in einem sozialversicherungspflichtigen Arbeitsverhältnis auf dem allgemeinen Arbeitsmarkt arbeiten können und so nicht auf eine Werkstatt für behinderte Menschen (WfbM) angewiesen sind. In einer „fachlichen Weisung“ der Bundesagentur für Arbeit zu § 55 SGB IX vom Oktober 2021 ist zu lesen, dass eine „Individuelle betriebliche Qualifizierung“ insbesondere solchen Personen angeboten werde, die
- Menschen mit Lernbehinderungen im Grenzbereich zur geistigen Behinderung,
- Menschen mit geistigen Behinderungen im Grenzbereich zur Lernbehinderung,
- Menschen mit einer psychischen Beeinträchtigung und / oder Verhaltensauffälligkeiten […] seien.

„Zur Zielgruppe zählen nicht Menschen mit Behinderungen, die werkstattbedürftig im Sinne des § 219 SGB IX sind.“ Der genannte Paragraph bestimmt, dass der „Übergang geeigneter Personen auf den allgemeinen Arbeitsmarkt“ gefördert werden solle. Ob jemand (nicht) „werkstattbedürftig“ ist, wird durch eine „Eignungsabklärung“ durch Experten festgestellt.
Mit dieser Eingrenzung der Zielgruppe und durch die noch in den 2020er Jahren benutzte Begrifflichkeit unterscheidet sich diese Maßnahme der Unterstützten Beschäftigung (InbeQ) von dem oben beschriebenen Konzept der Unterstützten Beschäftigung, das ausdrücklich für alle Menschen unabhängig von Art und Schwere der Behinderung offen ist (vgl. Kernelement 4). Die Annahme, es gebe „werkstattbedürftige Menschen“, ist zudem nicht mit Art. 27 der UN-Behindertenrechtskonvention vereinbar.
Im Jahr 2009 erteilte das Bundesministerium für Arbeit und Soziales auf Anfrage die Auskunft: „Rehabilitanden der Maßnahme UB (InbeQ) sind weder Arbeitnehmer noch Auszubildende und nicht andere zu ihrer beruflichen Bildung Eingestellte. Die Maßnahme UB ist keine Ausbildung im Sinne des § 1 BBiG (Berufsbildungsgesetz) und es besteht kein persönliches Abhängigkeitsverhältnis im sonst definierten Sinne.“ Auch in anderen Quellen ist von der Aufnahme einer sozialversicherungspflichtigen Beschäftigung als Ziel die Rede, das durch die Qualifizierung noch erreicht werden soll. Ob der Leitsatz: „Erst platzieren, dann qualifizieren“ in diesem Sinn verstanden werden darf, ist fraglich.